# (26950) Legendre
(26950) Legendre est un astéroïde de la ceinture principale.

## Description
(26950) Legendre est un astéroïde de la ceinture principale. Il fut découvert par Paul G. Comba le 11 mai 1997 à Prescott. Il présente une orbite caractérisée par un demi-grand axe de 2,307 UA, une excentricité de 0,087 et une inclinaison de 2,375° par rapport à l'écliptique.
Il fut nommé en hommage au mathématicien français Adrien-Marie Legendre (1752-1833).

## Compléments